# Выпханка
Выпханка — исторический район, жилой массив в Ингулецком районе города Кривой Рог.

## История
Заложен в 1930-х годах семьями горняков рудоуправления «Ингулец» в бывшем городе Ингулец.
Развитие получил в конце 1940-х — 1950-х годах.

## Характеристика
Жилой массив в Ингулецком районе. Расположен рядом с современным 3-м микрорайоном ИнГОКа. Представляет собой частный сектор.